# Sobkowe Oko
Sobkowe Oko – niewielki okresowy stawek położony na wysokości ok. 1570 m n.p.m. znajdujący się w Dolinie Jaworowej w słowackich Tatrach Wysokich. Sobkowe Oko leży nieco na południowy wschód od miejsca, w którym Żabi Potok Jaworowy uchodzi do Jaworowego Potoku. Do Sobkowego Oka nie prowadzą żadne znakowane szlaki turystyczne, w odległości ok. 200 m na zachód od niego przebiega zielono znakowany szlak turystyczny.
Nazwa Sobkowego Oka pochodzi od Sobkowej Uboczy – piarżysto-trawiastego zbocza u podnóża Sobkowej Grani.